# Historia del Tíbet

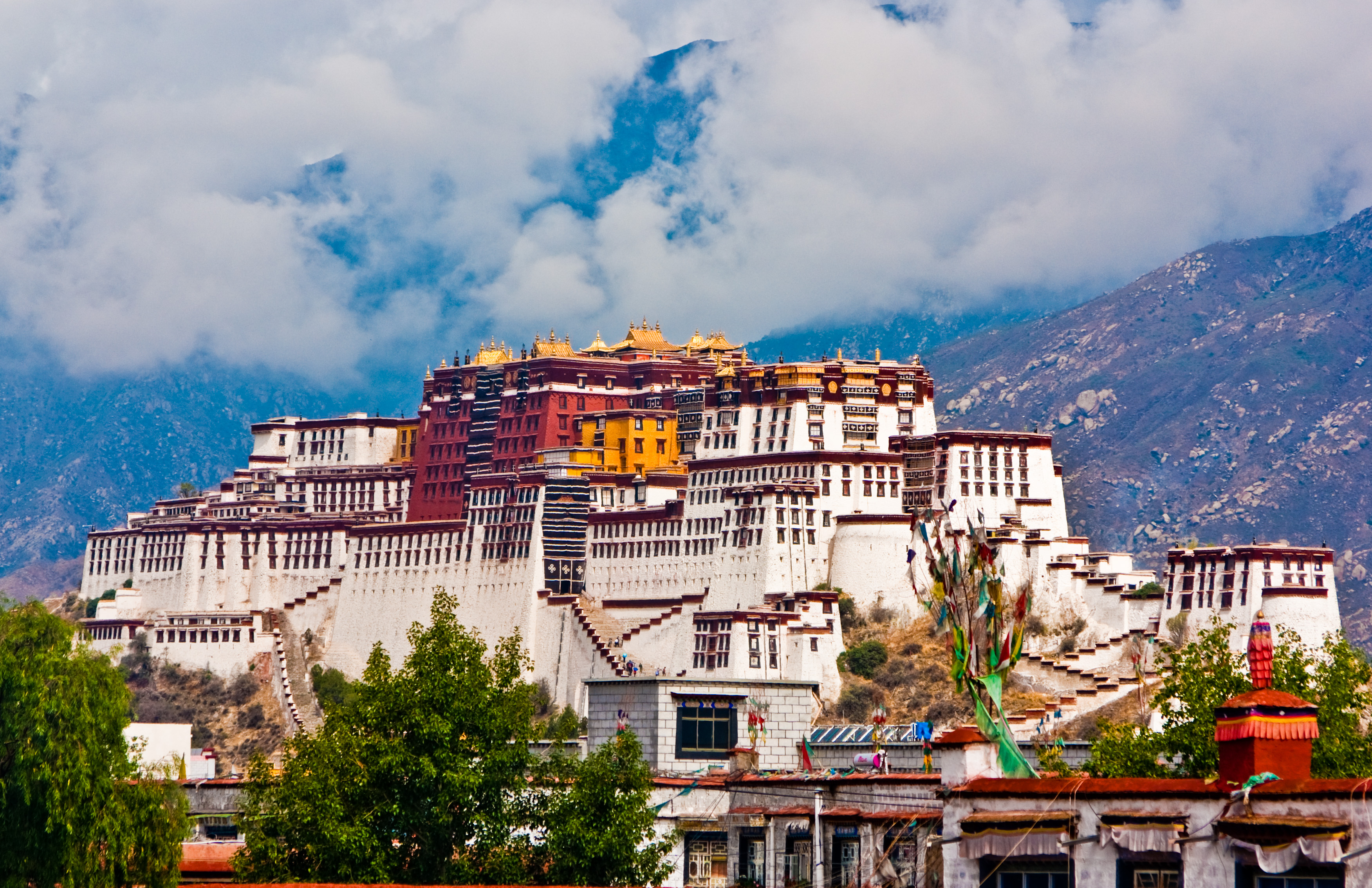
Imagen del Potala.

La meseta tibetana ha estado poblada desde tiempos prehistóricos, pero la mayor parte de la historia del Tíbet no se registró hasta la introducción del budismo tibetano alrededor del siglo VI. Los textos tibetanos se refieren al reino de Zhangzhung (c. 500 a. C. - 625 d. C.) como el precursor de los reinos tibetanos posteriores y los creadores de la religión Bön. Si bien existen relatos míticos de los primeros gobernantes de la dinastía Yarlung, los relatos históricos comienzan con la introducción del budismo de la India en el siglo VI y la aparición de enviados del Imperio tibetano unificado en el siglo VII. Tras la disolución del imperio y un período de fragmentación en los siglos IX y X, un renacimiento budista en los siglos X y XII vio el desarrollo de tres de las cuatro escuelas principales del budismo tibetano.
Después de un período de control por parte del Imperio mongol y la dinastía Yuan, el Tíbet se independizó efectivamente en el siglo XIV y fue gobernado por una sucesión de casas nobles durante los siguientes 300 años.
En el siglo XVII, el lama principal de la escuela Gelug, el Dalái lama, se convirtió en jefe de Estado con la ayuda del Khoshut Khanate. A principios del siglo XVIII, el Kanato de Zungaria ocupó el Tíbet y una fuerza expedicionaria de la dinastía Qing los atacó y conquistó el Tíbet en 1720. Siguió siendo un territorio Qing hasta la caída de la dinastía.
En 1959, el  decimocuarto Dalái lama se exilió en la India en respuesta a las hostilidades con la República Popular China. La invasión china y la huida del Dalái lama crearon varias oleadas de refugiados tibetanos y condujeron a la creación de diásporas tibetanas en India, Estados Unidos y Europa.
Durante las crisis creadas por el fracaso del Gran Salto Adelante, el Tíbet sufrió la hambruna masiva que asoló China entre 1958 y 1962, supuestamente debido a la apropiación de cultivos y alimentos tibetanos por parte del gobierno de la República Popular China. 
Después de la invasión china, la independencia tibetana y los derechos humanos surgieron como temas internacionales, ganando una visibilidad significativa junto con el 14.º Dalái lama en las décadas de 1980 y 1990. Las autoridades chinas han tratado de afirmar el control sobre el Tíbet y han sido acusadas de la destrucción de sitios religiosos y de prohibir la posesión de imágenes del Dalái lama y otras prácticas religiosas tibetanas.
La República Popular China cuestiona estas afirmaciones y señala sus inversiones en infraestructura, educación e industrialización tibetanas, y la abolición de la esclavitud y la servidumbre como pruebas de que han reemplazado un gobierno feudal teocrático con un estado moderno.

## Entorno geográfico
Tíbet se encuentra entre las civilizaciones de China propiamente dicha y el subcontinente indio. Extensas cadenas montañosas al este de la meseta tibetana marcan la frontera con el corazón de China, y el Himalaya de las repúblicas de Nepal e India separa la meseta del subcontinente situado al sur. Tíbet ha sido llamado "el techo del mundo" y "el país de las nieves".
Los lingüistas clasifican la lengua tibetana y sus dialectos como pertenecientes a las lenguas tibeto-birmanas, miembros no siníticos de la familia lingüística sinotibetana.

## Historia
La Historia del Tíbet se podría subdividir en las siguientes etapas:

### Prehistoria
Según los restos arqueológicos encontrados en el Tíbet, se supone que sus primeros habitantes humanos llegaron hacia el 10000 a. C. Sin embargo, debido al carácter nómada de las tribus tibetanas, no es hasta el 300 a. C. cuando empiezan a tener una clara presencia en la historia de Asia. Es en aquel punto cuando aparece el rey Nyakhri Tsampo, que instaura una dinastía militar que se expande por la altiplanicie tibetana, entre los reinos de China, India, Nepal, Birmania y Bután. La religión chamánica llamada "bon" fue la primera religión practicada por los tibetanos antes de la llegada del budismo.

### Dinastía de los Treinta Reyes
Esta dinastía se mantuvo hasta que, treinta reyes después, el mítico rey Songtsen Gampo (siglo VII d. C.) asumió el poder. Con este rey, el Tíbet llegó a su máxima expansión, logrando tener 40 millones de habitantes y expandiendo sus fronteras hasta entrar en China y tomar Chang’an (Xi’an) en el año 763. El rey Songtsen Gampo se casó con dos princesas budistas, una de origen chino y otra de origen indio. Esto le permitió conocer ambas civilizaciones y, también, el budismo majaiana. El País de las Nieves, hasta entonces un estado feudal (17 feudos), fue convertido por este rey en una nación unificada y más pacífica. Envió estudiantes a India, donde aprendieron el sánscrito y empezaron a traducir al tibetano la vasta literatura budista. A finales del siglo VIII se invitó al maestro Padmasambhava (literalmente ‘nacido del loto’), también conocido en el Tíbet como Gurú Rinpoché (‘maestro precioso’), a enseñar la filosofía budista. Es gracias a este personaje es que se introdujo el budismo en el Tíbet. Los tibetanos consideran a Gurú Rinpoché como el segundo Buda después de Gautama Buda (siglo VI a. C.). El emperador Trisong Detsen y el maestro Padmasambhava construyeron templos como el Jokhang o Ramoche (ambos en Lhasa, nueva capital tibetana) así como numerosos monasterios.
En el año 821, Tíbet firma un tratado de paz con China. El budismo es perseguido durante años y el rey Yeshe-Ö es capturado para que abandone sus ideologías y enseñanzas. Este rey estaba intentando convencer al maestro indio Atisha para que fuera al Tíbet. El sobrino del rey, Jangchub Oe, envió traductores y otras gentes hasta que lograron que Atisha visitara el Tíbet. En el Tíbet, Atisha compuso "Una luz en el camino", obra de gran valor espiritual de la que deriva una tradición de enseñanzas muy importante. Bajo la influencia de Atisha (que vivió en el Tíbet entre 1042 y 1055), las enseñanzas volvieron a florecer, se construyeron más monasterios y se concluyó la traducción de textos budistas, dando paso a la producción de textos propiamente tibetanos. Gracias al peso de esta Política de la No-Violencia, se impidió el surgimiento de nuevas dinastías. Las instituciones monásticas empezaron a ganar poder mientras que las familias nobles que gobernaban lo iban perdiendo.

### La llegada del Imperio mongol
En el siglo XIII el Tíbet fue dominado por el Imperio mongol, fundando las dinastías chinas Yuan y Ching, uniéndose a la dinastía autóctona Ming, fundada por los Han. Los gobernantes mongoles le dieron gran autonomía secular a la escuela de Sa-skya del budismo tibetano. Durante tres siglos el Tíbet siguió siendo gobernado por dinastías seculares. En el siglo XVI, Altan Khan, de la tribu mongol de Turnet, le dio respaldo al gobierno religioso del dalái lama, siendo el budismo la religión predominante entre mongoles y tibetanos. En el siglo XVII el jesuita Antonio de Andrade logró atravesar las montañas del Himalaya y penetrar en el Tíbet, convirtiéndose en el primer europeo en conseguirlo.

### Tíbet bajo el Imperio chino

Tíbet bajo el dominio Qing en rojo.

Al principio del siglo XVIII China envió un comisionado chino a Lhasa para hacerse cargo del gobierno. Diferentes facciones tibetanas se rebelaron contra el comisionado, el cual fue asesinado. Posteriormente el ejército Qing invadió el Tíbet y derrotó a los rebeldes, reinstalando a otro comisionado. Dos mil soldados chinos permanecieron en el Tíbet y sus labores defensivas fueron apoyadas por fuerzas locales organizadas por el comisionado.
En 1904 los británicos enviaron un fuerte contingente militar e invadieron Lhasa, forzando en esta forma la apertura de la frontera entre la India (entonces colonia inglesa) y el Tíbet. En 1906 los británicos firmaron un tratado con China por el cual el Tíbet se convertía en un protectorado británico.
En 1907 se firmó un nuevo tratado entre Gran Bretaña, China y Rusia donde se le daba a China la soberanía sobre el Tíbet. En 1910 el poder central Qing ejerció por primera vez el gobierno directo sobre el Tíbet.

### Tíbet independiente (1912-1950)
En 1911 se proclama la República en China lo que obligó a las tropas de este país estacionadas en el Tíbet a regresar, oportunidad que aprovechó el dalái lama para restablecer su control sobre el Tíbet. En 1913 el Tíbet y Mongolia firmaron un acuerdo reconociendo su mutua independencia de China. 
En 1914 se negoció un tratado entre China, Tíbet y Reino Unido denominado Convención de Simla. Durante esta convención los invasores británicos trataron de dividir al Tíbet en dos regiones, lo cual no prosperó. Sin embargo los representantes de Tíbet y de Gran Bretaña firmaron un acuerdo a espaldas de China, mediante el cual el Tíbet sería una región autónoma de China y los británicos se adjudicarían 90 000 kilómetros cuadrados de territorio tradicionalmente tibetano que corresponde al actual estado de Arunachal Pradesh. Después de declarada la independencia de India, esta nación consideró esta región como suya en función a la frontera establecida en el mencionado tratado. China, sin embargo, rechazó tal posición, indicando que dicho tratado no tenía ninguna validez ya que no fue firmado por ellos y el Tíbet no era una nación independiente, sino un protectorado de China. La disputa por esta región ocasionó la guerra entre China e India en 1962.
Al estallar la Revolución de Xinhai y la Primera Guerra Mundial Tíbet perdió interés para las potencias occidentales y para China. En esa coyuntura el decimotercer dalái lama tomó el gobierno del Tíbet sin interferencia alguna de otros países.

### Tíbet invadido por la República Popular de China
En 1950 el ejército chino entró en el Tíbet, derrotando fácilmente al débil ejército tibetano. En 1951 se redactó el Plan para la Liberación Pacífica del Tíbet, el cual fue firmado por representantes del dalái lama y el Panchen Lama bajo la presión del gobierno chino. Este plan contemplaba la administración conjunta del gobierno chino con el gobierno del Tíbet. El plan fue implantando pero no sobre todo el territorio, por cuanto las regiones de Kham Oriental y Amdo fueron consideradas como provincias chinas, llevándose a cabo una reforma radical de la tenencia de las tierras. En junio de 1956 y a consecuencia de esta reforma, estalló una rebelión en estas dos regiones, la cual, respaldada por la CIA estadounidense, se extendió hasta Lhasa. 
El ejército chino logró doblegar la rebelión en 1959, en acciones militares que ocasionaron la muerte a miles de tibetanos. El decimocuarto dalái lama y sus principales colaboradores tuvieron que huir a la India, desde donde siguieron respaldando acciones rebeldes contra el ejército chino hasta 1969 cuando la CIA dejó de ayudarles y el resto de potencias occidentales tampoco colaboraron. 
Aunque el Panchen Lama estaba virtualmente prisionero en Lhasa, los chinos lo mostraron como el jefe del gobierno del Tíbet en ausencia del dalái lama, quien tradicionalmente había sido el gobernante de la región. En 1965 China introdujo cambios sustanciales cuando desposeyeron de las tierras a los lamas e introdujeron la educación secular. 
Durante la Revolución Cultural en China el Tíbet sufrió serios daños a su patrimonio cultural, incluyendo su herencia budista. Miles de templos y monasterios budistas fueron destruidos y varios monjes fueron asesinados.
En 1979 se restableció la libertad religiosa (y miles de templos budistas volvieron a abrir sus puertas), aunque los condicionantes y limitaciones son importantes como la prohibición a los lamas de que cuestionen el derecho de China a gobernar al Tíbet.
En 1989 el Panchen Lama falleció, y el dalái lama y el gobierno de China reconocieron diferentes reencarnaciones. Respetando la religión de los tibetanos, el gobierno de China reconoció oficialmente la reencarnación del Panchen Lama, de acuerdo con la tradición Vajrayāna budista. Para ello se valieron del procedimiento que se utilizó en la dinastía Qing mediante el cual el Panchen Lama era elegido en una especie de lotería utilizando una urna de oro donde el nombre de los posibles Panchen Lama estaban insertados en bolas de cebada. Por su parte el dalái lama nombró a Gedhun Choeky Nyima como el undécimo Pachen Lama, mientras que el gobierno chino eligió al niño llamado Gyancain Norbu. Gyancain fue criado en Pekín y aparece en público muy esporádicamente. Choeky y su familia, de acuerdo con los exiliados tibetanos, parecieran estar prisioneros. El gobierno chino afirma que está libre bajo una identidad falsa a fin de proteger su privacidad.

#### Tíbet desde los Juegos Olímpicos de Pekín 2008
La realización de los Juegos Olímpicos en Pekín durante el 2008 generó ácidas protestas por parte de tibetanos y simpatizantes de la causa tibetana en todo el mundo. La policía de países con gran cantidad de refugiados tibetanos como India y Nepal tuvo que mantener el orden ante las protestas. En Japón se realizaron multitudinarias protestas protibetanas ante la llegada del presidente chino Hu Jintao.
Además del apoyo mostrado por los japoneses, el entonces candidato presidencial Barack Obama solicitó al presidente George W. Bush que no asistiera a los Juegos Olímpicos de Pekín si el gobierno chino no dialogaba con el dalái lama; el presidente de Francia Nicolas Sarkozy y el secretario general de las Naciones Unidas, Ban Ki-Moon no asistieron a la apertura de los JJ. OO. También hubo un comunicado emitido por 12 intelectuales chinos que apoyaban la autonomía de Tíbet y solicitaban al gobierno de Beijing detener el conflicto étnico.
Grupos de jóvenes tibetanos radicales, como los que forman la organización de Estudiantes por un Tíbet Libre que buscan no solo la absoluta independencia de Tíbet (no la autonomía promulgada por el Gobierno tibetano en el exilio liderado por el dalái lama) sino también la lucha armada, se han enfrentado al propio liderazgo tradicional tibetano y el gobierno chino los culpa por estar detrás de los motines y levantamientos populares anticomunistas en Tíbet. Sin embargo, el dalái lama se reunió con Tsewang Rigzin, líder del Congreso de Juventud Tibetana, y otros dirigentes radicales para subsanar las diferencias. Lhadon Tethong, directora de Estudiantes por un Tíbet Libre, reconoció que nadie pone en duda la autoridad del dalái lama pero que los jóvenes tibetanos, al haber crecido en naciones democráticas son más exigentes en su búsqueda por la emancipación de Tíbet.
En marzo de 2010 comienza una nueva forma de protesta (quemarse a lo bonzo) contra la represión que según muchos tibetanos sufre su cultura y su religión tibetanas por parte de las autoridades chinas. Entre esa fecha y finales de mayo de 2012 se habían inmolado al menos 32 personas en tres provincias de China que cuentan con una población tibetana numerosa (Sichuan, Qinghai y Gansu), pero no en el mismo Tíbet, de las cuales habían fallecido al menos 27, según grupos de defensa de los derechos de los tibetanos. El domingo 27 de mayo de 2012 se produjeron las primeras inmolaciones en el interior de Tíbet cuando dos personas se quemaron a lo bonzo en la capital Lhasa, cerca del templo de Johkang, lo que desató una oleada de detenciones en Lhasa en los días siguientes. Según Radio Free Asia, medio ligado al Gobierno de Estados Unidos que tiene servicio en lengua tibetana, fueron arrestadas alrededor de 600 personas entre las cuales hay varios sospechosos de haber grabado las inmolaciones con sus teléfonos móviles. Esa misma emisora informó que el miércoles 30 de mayo una mujer de 33 años se quemó a lo bonzo cerca de un monasterio budista de Aba (provincia de Sichuan). También ha habido inmolaciones de exiliados tibetanos fuera de China como la que se produjo en Nueva Delhi en marzo de 2012.

### Tibetanos en el exilio

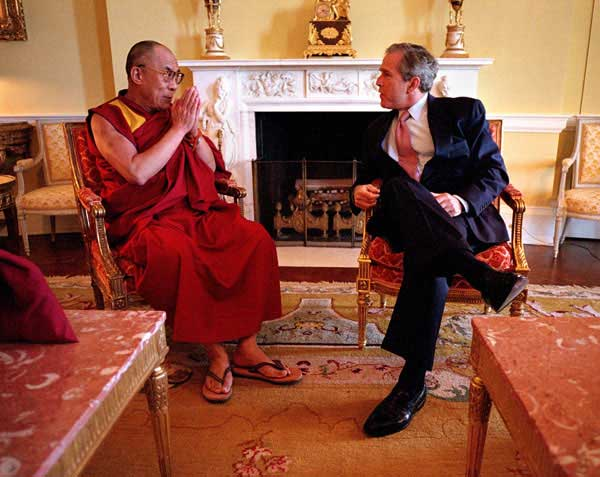
El decimocuarto Dalái lama con George W. Bush en la Casa Blanca el 23 de mayo de 2001.

Tras el levantamiento de Lhasa y la huida del Dalái lama del Tíbet en 1959, el gobierno de la India aceptó a los refugiados tibetanos. La India designó tierras para los refugiados en la región montañosa de Dharamsala (India), donde ahora se encuentran el Dalái lama y el gobierno tibetano en el exilio.

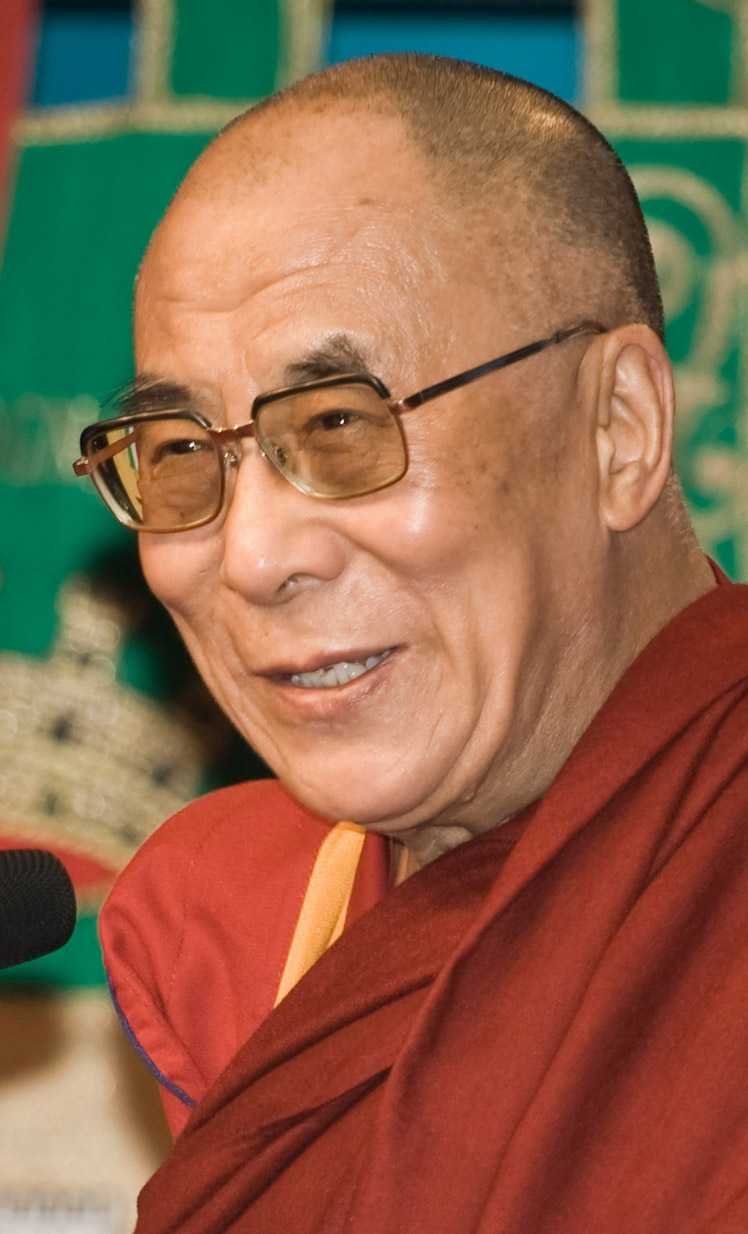
El 14.º Dalái lama, Tenzin Gyatso.

La difícil situación de los refugiados tibetanos atrajo la atención internacional cuando el Dalái lama, líder espiritual y religioso del gobierno tibetano en el exilio, ganó el Premio Nobel de la Paz en 1989. El Dalái lama recibió el Nobel por su inquebrantable compromiso con la protesta pacífica contra la ocupación china del Tíbet. Por ello, goza de gran prestigio y desde entonces ha sido recibido por líderes gubernamentales de todo el mundo. Entre las ceremonias y premios más recientes, el presidente Bush le concedió la Medalla de Oro del Congreso en 2007, y en 2006 fue una de las seis únicas personas en recibir la ciudadanía honoraria canadiense (véase Ciudadanía honoraria canadiense). La República Popular China protesta constantemente por cualquier contacto oficial con el líder tibetano en el exilio.
La comunidad de tibetanos en el exilio establecida en Dharamshala y Bylakuppe, cerca de Mysore, en Karnataka, al sur de la India, se ha expandido desde 1959. Los tibetanos han duplicado los monasterios tibetanos en la India, que ahora albergan a decenas de miles de monjes. También han creado escuelas y hospitales tibetanos, y fundado la Biblioteca de Obras y Archivos Tibetanos, todo ello con el fin de continuar la tradición y la cultura tibetanas. Los festivales tibetanos, como las danzas de los lamas, la celebración de Losar (el Año Nuevo tibetano) y el festival de oración Monlam, continúan en el exilio.
En 2006, Tenzin Gyatso, el XIV Dalái lama, declaró que "Tíbet quiere la autonomía, no la independencia", pero los chinos desconfían de él, pues creen que no ha renunciado realmente a la búsqueda de la independencia tibetana.
Las conversaciones entre representantes del Dalái lama y el gobierno chino se reanudaron en mayo de 2008, con escasos resultados